# We Rock (DVD)
«We Rock» — DVD группы Dio, вышедший в 2005 году, состоит из видеоальбомов «Live In Concert» и «A Special From The Spectrum», минус пара песен.

## Список композиций
4 декабря 1983:
1. «Stand Up And Shout»
2. «Straight Through the Heart»
3. «Shame on the Night»
4. «Children of the Sea»
5. «Holy Diver»
6. «Rainbow in the Dark»
7. «Don’t Talk to Strangers»

25 августа 1984:
1. «Don’t Talk to Strangers»
2. «Mystery»
3. «Egypt (The Chains Are On)»
4. Соло на барабане
5. «Heaven and Hell»
6. Гитарное соло Вивиана Кэмпбелла
7. «Heaven and Hell»
8. «The Last in Line»
9. «Heaven and Hell»
10. «Rainbow in the Dark»
11. «The Mob Rules»
12. «We Rock»

Бонус: Интервью С Ронни Джеймсом Дио в Бельгии, в августе 2005

## Участники записи
- Ронни Джеймс Дио — вокал
- Вивиан Кэмпбелл — соло-гитара
- Джимми Бэйн — бас-гитара
- Винни Апписи — ударные